# Танхой (станция)
Танхо́й — станция Восточно-Сибирской железной дороги на Транссибирской магистрали.
Расположена в посёлке Танхой Кабанского района Бурятии на 5420 км Транссиба.

## История
Основана в 1904 году.
В начале русско-японской войны на станции был открыт врачебно-продовольственный пункт Красного Креста. Пункт был местом сбора войск, переправлявшихся через Байкал.
В 2016 году началось строительство музея под открытым небом «Байкальская железнодорожная паромная и ледовая переправа 1900—1909 годов».

## Дальнее следование по станции
| № поезда       | Маршрут движения      | № поезда       | Маршрут движения   |
| -------------- | --------------------- | -------------- | ------------------ |
| 69             | Чита — Москва         | 70             | Москва — Чита      |
| 81             | Улан-Удэ — Москва     | 82             | Москва — Улан-Удэ  |
| 149            | Улан-Удэ — Иркутск    | 150            | Иркутск — Улан-Удэ |
| 321 "Баргузин" | Забайкальск — Иркутск | 322 "Баргузин" | -                  |
| 361            | Наушки — Иркутск      | 362            | Иркутск — Наушки   |